# 大日本帝国陸軍文官一覧
大日本帝国陸軍の文官の一覧。

## 陸地測量師・陸地測量手
- 早乙女爲房
- 川北朝鄰
- 矢島守一
- 館潔彦
- 楫江順
- 杉山正治
- 小倉倹司
- 古田和三郎
- 柴崎芳太郎
- 園部蔀
- 武藤勝彦

## 陸軍技師・陸軍技手
- 滝大吉
- 坂田祐
- 田村鎮
- 置塩章
- 野田俊彦
- 奥田豊三

## 陸軍教授
- 岡松径
- 岡村重夫
- 澤山勇三郞
- 横山雅男
- 今村明恒
- 杉浦貞二郎
- 刈屋他人次郎
- 内田百閒
- 岡野馨
- 西内雅
- 松田壽男
- 藤堂紫朗

## 通訳官
- 井深彦三郎
- 深井英五